# Joseph Aloys von Froelich
Josef Alois von Frölich o Josephus Aloysius Froelich; i erròniament Johann Aloys von Froelich (Oberdorf im Allgäu, 1766 − Ellwangen 1841) va ser un metge, zoòleg i botànic alemany.
No s'ha de confondre amb el seu fill Franz Anton Gottfried Frölich (1805–1878), que s'especialitzà en Lepidoptera.
La seva abreviatura com a botànic és: Froel.

## Biografia
Va estudiar a les universitats de Ingolstadt, Erlangen i Viena Es doctorà en medicina el 1796 a Erlangen, amb la dissertació inusual per aquesta facultat, "De Gentiana Dissertatio" (sobre la genciana).
Estudià, entre d'altres, els gèneres de plantes Crepis i Hieracium. També els briòfits. Confeccionà un important herbari. Com a zoòlegs es considera pioner de l'helmintologia (estudi dels cucs) amb la descripció de la classe Linguatulidae

## Algunes obres
- De Gentiana libel germanes specierum cognitarum description cum observationibus. Accedit tabula aeneaErlangen: Walther, 1796 [títol també:DeGentiana, Erlangen: Kunstmann,De Gentiana Dissertatio; inauguralis Dissertatio de Gentiana], Erlangen, Med Diss ., gener 1796
- Les descripcions d'alguns nous cucs intestinals, a: El Naturalista, 24, p. 101-162, Halle, 1789
- Observacionesen alguns escarabats rars de la col·lecció d'insectes del Sr Hofra. a Erlangen i el Prof Rodolf, a: El Naturalista, 26, p. 68-165, Hall, 1792.